# Ctimene truncata
Ctimene truncata là một loài bướm đêm trong họ Geometridae.